# Amir Kumar
Amir Kumar (10 augustus 1923 - 25 januari 1980) was een Indiaas hockeyer.
Kumar won met de Indiase ploeg zowel in 1948 als in 1956 de gouden medaille op de Olympische Zomerspelen.

## Resultaten
- 1948  Olympische Zomerspelen in Londen
- 1956  Olympische Zomerspelen in Melbourne